# Maria Gonzaga
Maria Gonzaga, född 1609, död 1660, var monark av Monferrato från 1612 till 1660, och regent i hertigdömet Mantua som förmyndare för sin son från 1637 till 1647. 
Hon var dotter till Francesco IV Gonzaga, regent av Mantua och Monferrato, och Margareta av Savoyen. 
Vid sin fars död 1612 ärvde hon den ena av sin fars två troner: tronen i Monferrato. Mantua däremot hade enbart manlig tronföljd, och den övertogs därför av hennes fars två bröder i succession efter varandra. 
Maria gifte sig 1627 med sin kusin Karl Gonzaga, hertig av Nevers of Mayenne. När hennes farbröder dog barnlösa 1627 utbröt Mantuanska tronföljdskriget (1628-1631). 
År 1631 avled hennes make. Hennes före detta svärfar Karl I av Mantua övertog då tronen. Vid hennes före detta svärfars död 1637 efterträddes han av Marias son, Karl II av Mantua. Maria var då regent fram till sonens myndighetsförklaring 1647.